# Paolo Schicchi

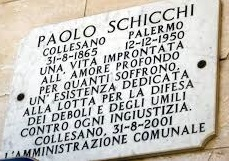
Làpida dedicada a Paolo Schicchi a Collesano.

Paolo Schicchi (Collesano, 31 d'agost de 1895 - Palerm, 12 de desembre de 1950) va ser un anarcocomunista informalista sicilià. Mentre vivia, va fer d'escriptor i periodista. És el besoncle del difunt fotògraf eròtic i pornògraf Riccardo Schicchi.

## Biografia
Nascut a l'illa de Sicília al final del segle xix, ja de joveníssim freqüentava els espais socialistes i llibertaris locals. A solament 15 anys, va fer la seva primera manifestació contra el clergat, davant fins i tot de la catedral de Cefalù. Assistia a la facultat de jurisprudència i es dedicava a l'activitat jornalística, primer a Palerm mateix i després a Bolonya, on va guiar la jovenalla a les protestes contra la visita del rei a la universitat. Forçat a allistar-se a l'exèrcit italià, va aconseguir desertar i es va traslladar a París, justament en el centenari de la Revolució Italiana.
A França, va col·laborar amb Sébastien Faure i hi va promoure la revolució cultural anarquista mitjançant l'aplicació de les teories del filòsof Jean-Marie Guyau. Va fundar el cercle internacional dels estudiants anarquistes; es van difondre milers de còpies de llur manifest pel país, i va arribar a Itàlia i tot. Per les seves idees i activitat llibertària, va ser condemnat a més d'11 anys de presó.
Durant la seva llarga militància, va crear i dirigir nombrosos diaris anàrquics, tant a Itàlia com arreu. De fet, com que el perseguien en diversos països europeus, va recalar un temps breu al barri barcelonès de la Vila de Gràcia, on va impulsar el diari trilingüe en castellà, francès i italià El Porvenir Anarquista, publicat fins al 1892. Les columnes de tots aquests diaris incitaven a l'alçament popular i van provocar polèmiques ben vives contra alguns dels exponents de l'anarquisme italià, com ara Errico Malatesta i Pietro Gori.
Quan estava encarcerat, la camarada florentina Teresa Fabbrini es va encarregar de mantenir-lo entretingut tot passant-li lectures d'amagat.
Si bé el van arrestar moltes voltes, el van condemnar a confinar-se i va haver d'exiliar-se, va mantenir viu el debat anarquista i en va escriure un munt fins que va morir a Palerm el 1950.
Ha estat un exponent molt important i discutit de la tendència antiorganitzativa de l'anarquisme italià, contrària a les formes d'organització estructurades i més propenses a l'acció directa i a la propaganda que als fets.

## Obra
- Le degenerazioni dell'anarchismo. Mentecatti e delinquenti, La Spezia, 1909.
- La morte dell'aquila. Tutto per l'amore, Milà, 1917.
- Il Contadino e la questione sociale, Palerm, 1919.
- Fra la putredine borghese, Palerm, 1920.
- Il Canto dei Gladiatori, Nova York, 1921.
- Casa Savoia, vol. I, Buenos Aires, 1928.
- Casa Savoia, vol. II, East-Boston, 1929.
- Storie di Francia, Viena, 1930.
- Conversazioni sociali, 4 ss., Palerm, 1944-1945.
- La guerra e la civiltà. Mondo arabo e aggressione occidentale, Ragusa, 1988.
- Noi soli contro tutti! Antologia di scritti (1919-1921), Catània, 1993.